# Aziatische mossel
De Aziatische mossel (Arcuatula senhousia) is een tweekleppigensoort uit de familie van de Mytilidae. De wetenschappelijke naam van de soort is voor het eerst geldig gepubliceerd in 1842 door Benson in Cantor.

## Beschrijving
De Aziatische mossel is een kleine, geel-groene mossel. De dieren worden gemiddeld twee centimeter lang, maar kunnen doorgroeien tot drie centimeter of iets meer. Het leeft van plantaardig plankton. Ze leven met meerdere exemplaren bijeen in zelfgemaakte 'nestjes' van byssusdraden. 

## Verspreiding
De Aziatische mossel is inheems van de zuidelijke Koerilen-eilanden, Rusland tot Japan en Singapore. De soort is ook gevestigd in de Indische Oceaan, maar zijn status (d.w.z. inheems of niet-inheems) in deze regio is onbekend. Als exoot wordt de Aziatische mossel gevonden in de noordwestelijke Stille Oceaan (van Mexico tot Brits Columbia), de zuidwestelijke Stille Oceaan (Australië, Nieuw-Zeeland), de noordoostelijke Atlantische Oceaan (inclusief Frankrijk en Middellandse Zee) en de tropische westelijke Atlantische Oceaan (Venezuela). Deze mossel kan zich vestigen op zowel zachte als harde substraten. In sommige gevallen zijn inheemse filtervoeders afgenomen of verdwenen in aanwezigheid van M. senhousia.
In juli 2018 zijn ze in (en aan de wallekant van) een water bij het Goese Meer gevonden.